# ناتینگ هیل (فیلم)
ناتینگ هیل (به انگلیسی: Notting Hill) فیلمی ۱۲۴ دقیقه‌ای به کارگردانی راجر میشل با بازی جولیا رابرتس است.